# Belakang Pondok (Ratu Samban)
Belakang Pondok is een bestuurslaag in het regentschap Bengkulu van de provincie Bengkulu, Indonesië. Belakang Pondok telt 2832 inwoners (volkstelling 2010).